# Ravne, Rožek
Ravne (nemško Raun) je naselje v Občini Rožek v Okraju Beljak-dežela na Koroškem v Avstriji.